# 莱妮·凯于林

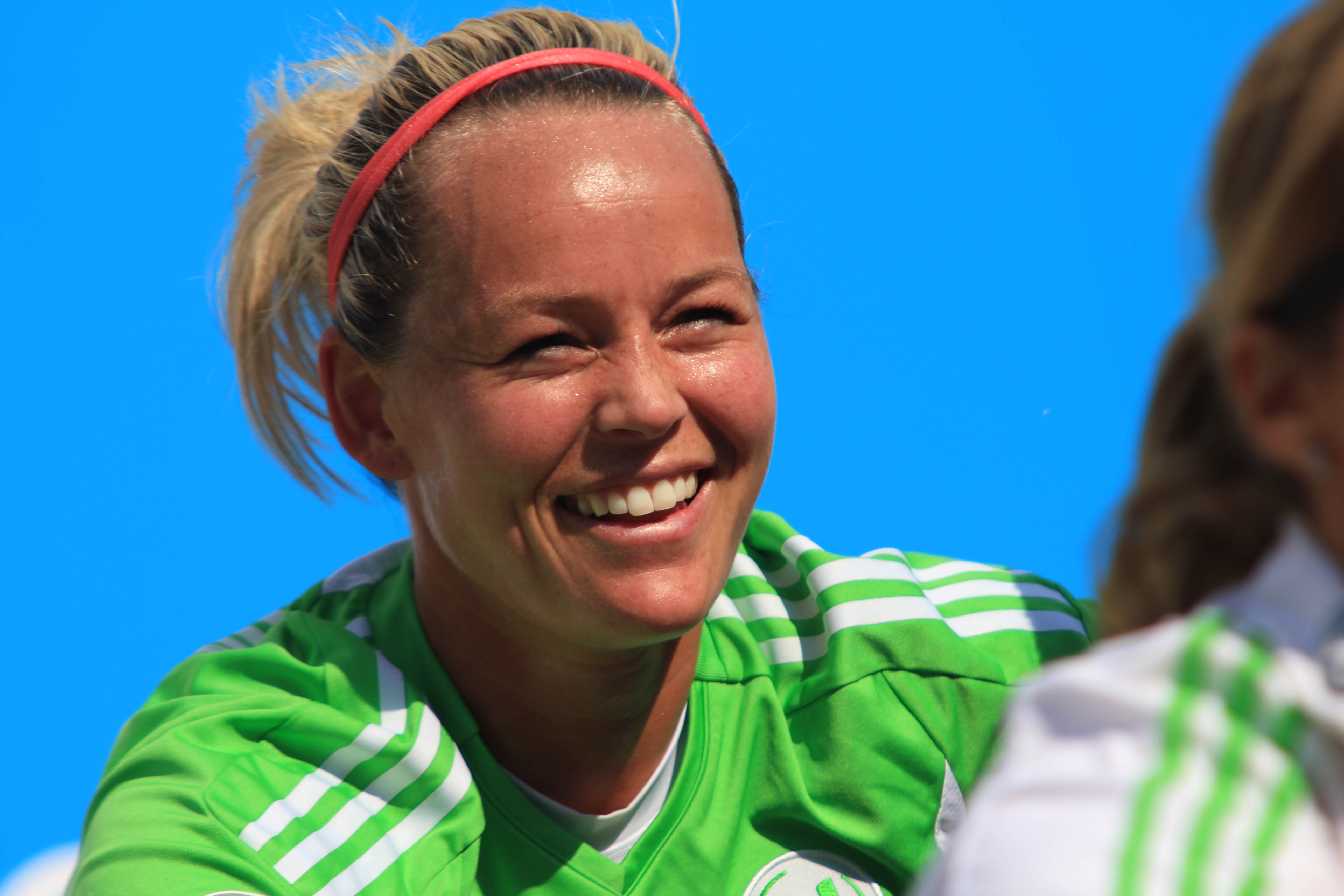
莱妮·凯于林

莱妮·拉森·凯于林（挪威語：Leni Larsen Kaurin，1981年3月21日—），挪威女子足球运动员，司职中前场。她曾代表国家参加2007年和2011年女子足球世界杯，及2008年夏季奥林匹克运动会。